# Géographie de Sao Tomé-et-Principe
 (janvier 2017).
Si vous disposez d'ouvrages ou d'articles de référence ou si vous connaissez des sites web de qualité traitant du thème abordé ici, merci de compléter l'article en donnant les références utiles à sa vérifiabilité et en les liant à la section « Notes et références ».
Sao Tomé-et-Principe est un pays insulaire d'Afrique, situé dans le golfe de Guinée, dans l'océan Atlantique. Cet archipel se trouve à environ 250 à 300 km des côtes du Gabon.

## Topographie
Sao Tomé-et-Principe constitue l'un des plus petits pays d'Afrique. Le littoral de l'archipel mesure 209 km. Ces îles font partie d'une chaîne montagneuse d'origine volcanique, dont le point culminant, le pico de São Tomé, atteint 2 024 m. Cette chaîne comprend aussi l'île de Bioko au nord, en Guinée équatoriale, et le Mont Cameroun à l'ouest.

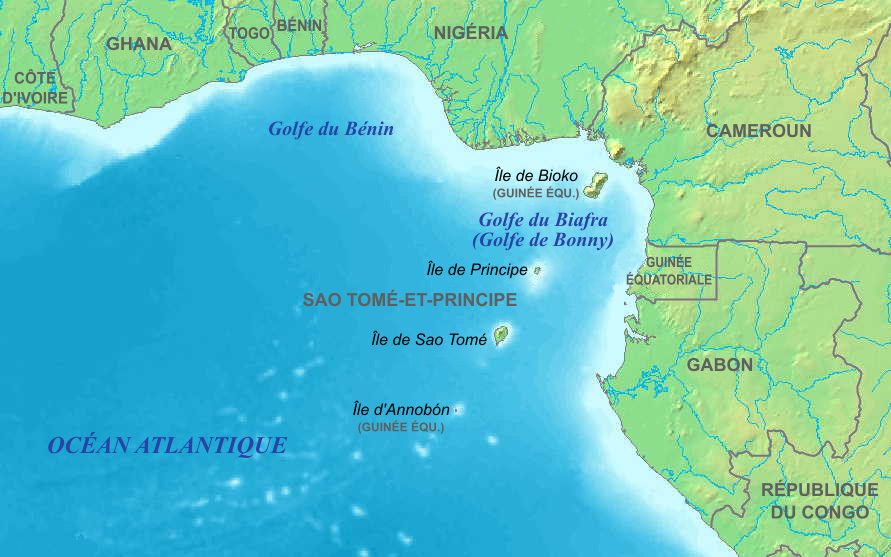
Chaîne montagneuse formant São Tomé-et-Princípe

São Tomé mesure 48 km de long et 32 km de large, c'est l'île la plus montagneuse. Principe mesure environ 16 km de long et 6 km de large.
La superficie totale du pays est de 1 001 km2.

## Climat

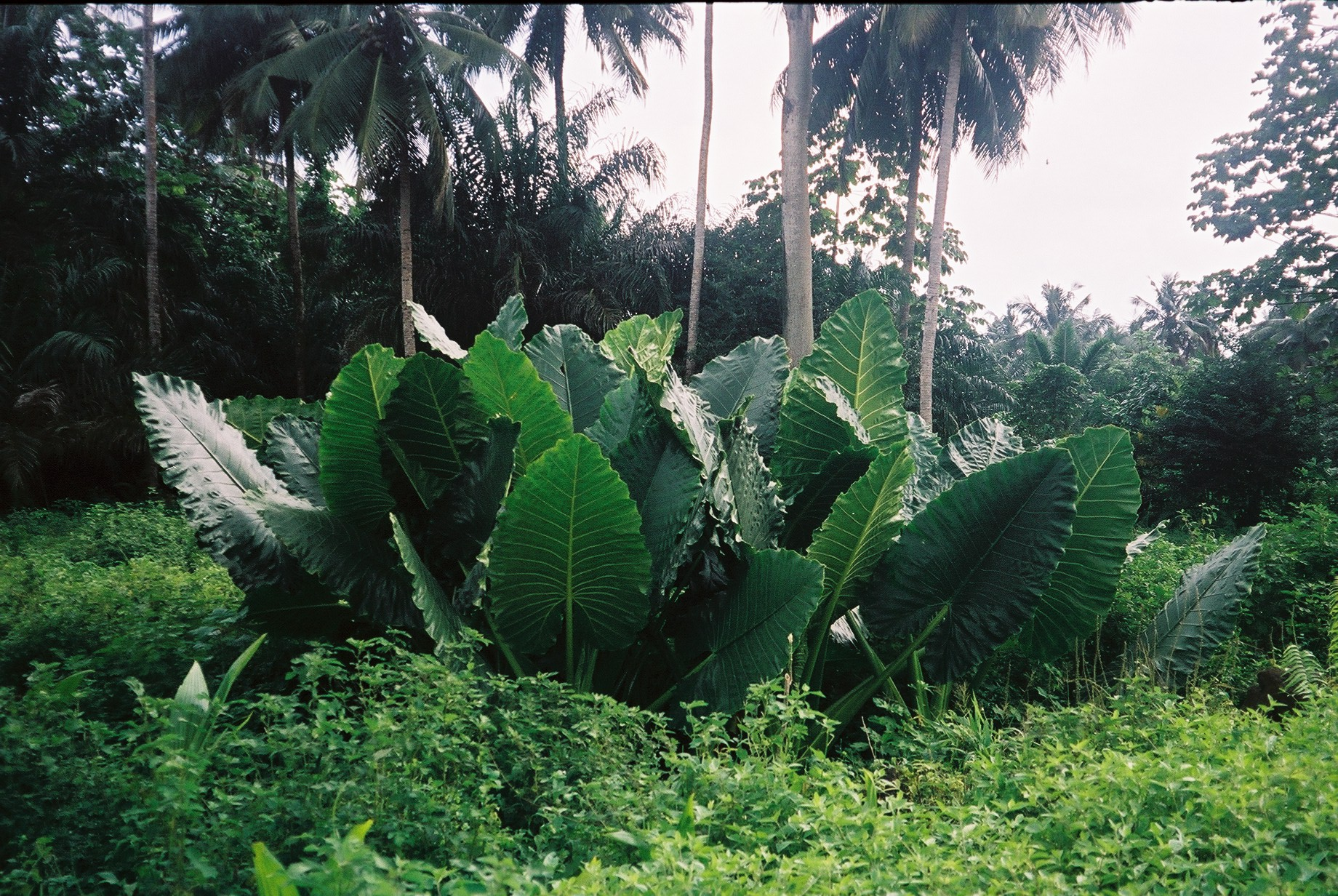
Végétation de Sao Tomé-et-Principe.

Au niveau de la mer, le climat est tropical, chaud et humide avec une moyenne annuelle des températures d'environ 27 °C et peu de variation quotidienne. À l'intérieur des terres, à plus haute altitude, la température moyenne annuelle est de 20 °C, et les nuits sont généralement fraîches. Les précipitations annuelles varient de 7 000 mm sur les pentes sud-ouest à 1 000 mm dans le nord de la plaine. La région connait deux pics de précipitation annuels : un en octobre et novembre, un autre en avril et mai. La saison sèche a lieu de juin à août et est appelée « Gravana »,.
En 2020, quatre stations météorologiques existaient dans le pays ; celle de la capitale, la plus ancienne, a été installée en 1970.

### Projections sur l'évolution du climat
Les modèles climatiques mondiaux prévoient une augmentation des précipitations d'ici la fin du siècle en raison du changement climatique, avec beaucoup d'incertitude. Les projections locales estiment une augmentation de température supérieure à 3 °C sur la majeure partie du territoire aux environs de 2050. La petite taille de l'île et ses ressources limitées la rendent particulièrement vulnérable au changement climatique, avec des impacts négatifs sur l'agriculture pour chaque espèce cultivée.

## Données
Prétentions maritimes mesurées à partir de lignes de base archipélagiques :
- Zone économique exclusive : 200 milles nautiques
- Mer territoriale : 12 milles nautiques

Sao Tomé-et-Principe possède deux ressources naturelles : la pêche et l'énergie hydroélectrique. L'érosion des sols et son épuisement sont également notables, ainsi qu'une déforestation.